# Amphichthys
Genre
Amphichthys est un genre de poissons de la famille des Batrachoididae. 

## Liste d'espèces
Selon ITIS:
- Amphichthys cryptocentrus (Valenciennes in Cuvier & Valenciennes, 1837)
- Amphichthys hildebrandi (Breder, 1925)
- Amphichthys rubigenis Swainson, 1839